# Sederholm-Haus

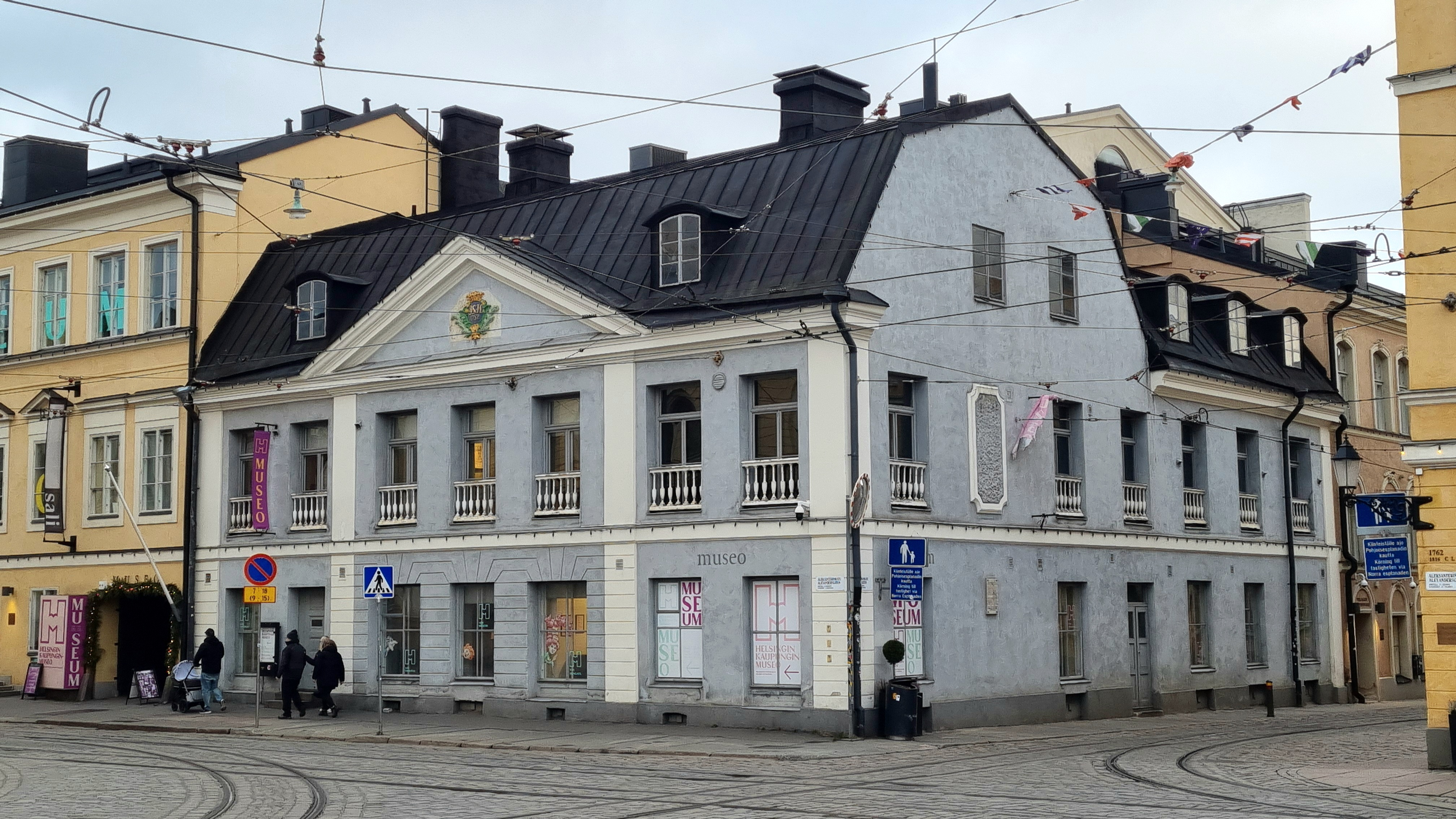
Sederholm-Haus

Das Sederholm-Haus (finnisch Sederholmin talo) ist das älteste Steingebäude in der Innenstadt von Helsinki. Es befindet sich an der südöstlichen Ecke des Senatsplatzes in der Aleksanterinkatu 16–18.
Das Haus wurde 1757 für den Kaufmann Johan Sederholm erbaut. Es ersetzte ein älteres Holzhaus, das an derselben Stelle gestanden hatte. Das neue Steinhaus, das wahrscheinlich von dem deutschstämmigen Architekten Samuel Berner entworfen wurde, war zu seiner Zeit das repräsentativste Privathaus der Stadt. Seine Entstehung markiert den wachsenden Wohlstand Helsinkis im 18. Jahrhundert. Damals erhielt die wirtschaftliche Entwicklung der bis dahin eher unbedeutenden Stadt durch den Bau der Seefestung Suomenlinna einen enormen Auftrieb.
Die Nachkommen Sederholms verkauften das Gebäude 1822 und zwischen 1865 und 1870 wurde es unter Konstantin Kiseleff zu einem Miet- und Geschäftshaus umgebaut. 1949 wurde das Haus von der Stadt Helsinki erworben und 1995 in ein Museum umgewandelt.